# ستيفن غريفيثز
ستيفن غريفيثز (31 مايو 1973 - )  (بالإنجليزية: Steven Griffiths)‏ هو لاعب كريكت بريطاني.